# Präsident der Republik Arzach
Der Präsident der Republik Bergkarabach (russisch Президент Нагорно-Карабахской Республики) ist das Staatsoberhaupt der international nicht anerkannten Republik Arzach (früher Republik Bergkarabach), welche völkerrechtlich zum Staatsgebiet von Aserbaidschan gehört. Nach der Unabhängigkeitserklärung am 2. September 1991 war ab dem 7. Januar 1992 zunächst der Vorsitzende des Parlaments das Staatsoberhaupt. Seit 29. Dezember 1994 gibt es das Amt des Staatspräsidenten, der unter anderem den Ministerpräsidenten von Bergkarabach ernennt. Das Staatsoberhaupt wird für eine Amtszeit von fünf Jahren gewählt, der Amtsinhaber ist seit dem 9. September 2023 Samwel Schahramanjan als Nachfolger von Arajik Harutjunjan.
Der frühere Präsident Robert Kotscharjan, Amtsinhaber von 1994 bis 1997, war in der Folge von 1998 bis 2008 Staatspräsident Armeniens.

## Vorsitzender des Parlaments (1992–1994)
Republik Bergkarabach
| # | Name                                | Amtsantritt    | Amtsende          | Partei  |
| - | ----------------------------------- | -------------- | ----------------- | ------- |
| 1 | Artur Mkrtschjan                    | 7. Januar 1992 | 14. April 1992    | (keine) |
| — | Georgi Petrosjan (geschäftsführend) | 15. April 1992 | 14. Juni 1993     | (keine) |
| — | Garen Baburjan (amtierend)          | 14. Juni 1993  | 29. Dezember 1994 | (keine) |

## Staatspräsident (seit 1994)
| # | Name                 | Amtsantritt       | Amtsende                      | Partei       |
| - | -------------------- | ----------------- | ----------------------------- | ------------ |
| 1 | Robert Kotscharjan   | 29. Dezember 1994 | 20. März 1997                 | (keine)      |
| 2 | Leonard Petrosjan    | 20. März 1997     | 8. September 1997             | (keine)      |
| 3 | Arkadi Ghukassjan    | 8. September 1997 | 7. September 2007             | (keine)      |
| 4 | Bako Sahakjan        | 7. September 2007 | 21. Mai 2020                  | (keine)      |
| 5 | Arajik Harutjunjan   | 21. Mai 2020      | 1. September 2023 (Rücktritt) | Freie Heimat |
| 6 | Samwel Schahramanjan | 9. September 2023 | amtierend                     | (keine)      |

## Wahlen

### 2007
| Kandidat                      | Stimmen | Anteil   |
| ----------------------------- | ------- | -------- |
| Bako Sahakjan                 | 47.085  | 64,65 %  |
| Witali Balasanjan             | 22.966  | 31,53 %  |
| Arkadi Soghomonjan            | 594     | 0,81 %   |
| leer oder ungültig            | 2.188   | 3,00 %   |
| Gesamtstimmen                 | 72.833  | 100,00 % |
| Wahlbeteiligung               | 72.833  | 73,64 %  |
| Nichtwähler                   | 26.076  | 26,36 %  |
| Gesamtwähler                  | 98.909  | 100,00 % |
| Quelle: Panorama, RIA Novosti |         |          |

### 2020
Für den 31. März 2020 sind die nächsten Präsidentschaftswahlen angesetzt.